# Thinobius pygmaeus
Thinobius pygmaeus är en skalbaggsart som beskrevs av Thomas Casey 1889. Thinobius pygmaeus ingår i släktet Thinobius och familjen kortvingar. Inga underarter finns listade i Catalogue of Life.